# Скосарь бороздчатый
Скосарь бороздчатый (лат. Otiorhynchus singularis) — вид долгоносиков-скосарей из подсемейства Entiminae.

## Описание
Жук длиной 6—9 мм вершины головотрубки от уровня прикрепления усиков скошена вперёд и сглажена. Переднеспинка в крупных сглаженных бугорках. Надкрылья в густых чешуйках. Бёдра с кольцом из чешуек перед вершинами.

## Экология
Объедает почки и тонкую кору лиственных пород и плодовых деревьев.